# Реповац
Реповац насељено мјесто у општини Братунац, Република Српска, БиХ.

## Географија
Село је удаљено 2 километра од Братунца. То је треће село по површини у општини Братунац. Обухвата подручје од 266 хектара.

## Становништво
У Реповцу данас живи око 320 становника. Према последњем службеном попису становништва из 1991. године Реповац је имао 504 становника, од чега 458 Срба, 45 Муслимана и 1 Хрвата.
| Демографија | Демографија | Демографија |
| Година      | Становника  | Становника  |
| ----------- | ----------- | ----------- |
| 1961.       | 341         |             |
| 1971.       | 372         |             |
| 1981.       | 424         |             |
| 1991.       | 504         |             |
| 2013.       | 352         |             |